# Отенхефен им Шварцвалд
Отенхефен им Шварцвалд (њем. Ottenhöfen im Schwarzwald) општина је у њемачкој савезној држави Баден-Виртемберг. Једно је од 51 општинског средишта округа Ортенау. Према процјени из 2010. у општини је живјело 3.313 становника. Посједује регионалну шифру (AGS) 8317102.

## Географски и демографски подаци
Отенхефен им Шварцвалд се налази у савезној држави Баден-Виртемберг у округу Ортенау. Општина се налази на надморској висини од 327 метара. Површина општине износи 25,3 km². У самом мјесту је, према процјени из 2010. године, живјело 3.313 становника. Просјечна густина становништва износи 131 становника/km².